# Alliance (Nebraska)
Alliance – miasto w Stanach Zjednoczonych, w stanie Nebraska, w hrabstwie Box Butte.